# John Jacob Astor (sportowiec)
John Jacob Astor (ur. 20 maja 1886 w Nowym Jorku, zm. 19 lipca 1971 w Cannes) – brytyjski oficer i mąż stanu oraz zawodnik racketsa, mistrz i brązowy medalista olimpijski.
Jeden raz startował w igrzyskach olimpijskich. W 1908 roku w Londynie zdobył złoty medal w grze podwójnej (razem z Vane Pennellem) i brązowy w grze pojedynczej (razem z Henrym Broughamem).